# Eleições parlamentares europeias de 1979 (Luxemburgo)
As eleições parlamentares europeias de 1979 no Luxemburgo foram realizadas a 10 de junho para eleger os 6 assentos do país para o Parlamento Europeu.

## Resultados Oficiais
| Partido                 | Partido                        | Votos   | %               | Deputados |
| ----------------------- | ------------------------------ | ------- | --------------- | --------- |
|                         | Partido Popular Social Cristão | 352 296 | 36,12 / 100,00  | 3 / 6     |
|                         | Partido Democrata              | 274 307 | 28,12 / 100,00  | 2 / 6     |
|                         | Partido Operário Socialista    | 211 106 | 21,64 / 100,00  | 1 / 6     |
|                         | Partido Social-Democrata       | 68 289  | 7,00 / 100,00   | 0 / 6     |
|                         | Partido Comunista              | 48 813  | 5,00 / 100,00   | 0 / 6     |
|                         | Lista Alternativa              | 9 485   | 1,01 / 100,00   | 0 / 6     |
|                         | Outros                         | 10 695  | 1,10 / 100,00   | 0 / 6     |
| Votos Inválidos         | Votos Inválidos                | 33 599  | 3,45 / 100,00   |           |
| Votos expressos         | Votos expressos                | 975 351 |                 |           |
| Total                   | Total                          | 189 141 | 100,00 / 100,00 | 6 / 6     |
| Eleitorado/Participação | Eleitorado/Participação        | 212 740 | 88,91 / 100,00  |           |
| Fonte                   | Fonte                          | [ 1 ]   | [ 1 ]           | [ 1 ]     |